# Винчи, Матильда
Матильда Винчи — артистка оперы, меццо-сопрано. Пению обучалась в Московской консерватории. В 1879—1881 годах (по другим данным — в 1880-х годах) — солистка московского Большого театра.
Первая исполнительница партии Ульрики на русской сцене («Бал-маскарад» Джузеппе Верди, 1880) и первая исполнительница партии Филиппьевны в Большом театре («Евгений Онегин» П. И. Чайковского, 1881). Среди других партий: Басманов («Опричник» П. И. Чайковского, 1880).
Партнёры: А. М. Абрамов, А. И. Барцал, Е. К. Верни, Ю. Я. Махина, А. П. Крутикова, Д. А. Усатов, Л. Б. Финокки, О. Р. Фюрер, П. А. Хохлов, М. П. Юневич. Пела п/у Э. М. Бевиньяни.